# 패트와 매트: 뚝딱뚝딱 대소동
《패트와 매트: 뚝딱뚝딱 대소동》(체코어: Pat a Mat ve filmu)은 2016년 공개된 체코의 애니메이션 영화이다.

## 줄거리
탄생 40주년 기념, 패트와 매트의 뚝딱뚝딱 대소동이 시작된다!
종이 접시를 이어 붙여 바구니와 찻잔을 뚝딱!
운동 기구를 개조해서 자동차도 뚝딱!
오렌지 짜서 주스 만들기, 화장실 타일 붙이기는
식은 죽 먹기랍니다!
떨어진 세면대를 붙이다가 바지가 홀랑 젖고
거대한 선인장을 옮기다 가시에 찔릴 때도 있지만
우리는 절대 포기하지 않아요!
환상의 콤비 패트와 매트가
톱으로 쓱싹쓱싹, 가위로 싹둑싹둑, 망치로 쿵쾅쿵쾅
뭐.든.지. 고쳐드립니다!